# 本特·本特松
本特·本特松（瑞典語：Bengt Bengtsson，1897年9月30日—1977年10月10日），瑞典男子体操运动员。他曾获得1920年夏季奥运会体操比赛男子团体瑞典式金牌。他于1977年在斯德哥尔摩去世。